# Narella spectabilis
Narella spectabilis is een zachte koraalsoort uit de familie Primnoidae. De koraalsoort komt uit het geslacht Narella. Narella spectabilis werd in 2003 voor het eerst wetenschappelijk beschreven door Cairns & Bayer. 